# Distrikt Sarre-Union
Der Distrikt Sarre-Union (französisch district de Sarre-Union) war eine Verwaltungseinheit der Ersten Französischen Republik. Hauptort war Sarre-Union.
Der Distrikt war Teil des Départements Bas-Rhin. Der Distrikt Sarre-Union umfasste sechs Kantone:
- Kanton Diemeringen
- Kanton Drulingen
- Kanton Harskirchen
- Kanton La Petite-Pierre
- Kanton Sarre-Union
- Kanton Wolfskirchen

Die Verfassung vom 5. Fructidor des Jahres III (22. April 1795) sah keine Distrikte als Verwaltungseinheit eines Départements mehr vor, sondern nur noch Kantone und Gemeinden. Das Gesetz vom 28. Pluviôse des Jahres VIII (17. Februar 1800) schuf Arrondissements als neue Verwaltungsebene.

## Belege
1. ↑  Constitution du 5 Fructidor An III. Conseil constitutionnel, abgerufen am 1. Mai 2021 (französisch).
2. ↑  Loi du 28e pluviôse an VIII concernant la division du territoire français et l'administration. (PDF, 24 kB) Université de Picardie, abgerufen am 1. Mai 2021 (französisch).